# SOST
SOST (от англ. Special Operations: Science and Technology — Специальные операции: наука и технология — раннего обозначения специальных боевых подразделений ВС США, действующих под эгидой ЦРУ для выполнения экспериментальных задач) — тип стрелковых патронов стандартных калибров НАТО с пулей, имеющей твердый сердечник и полую головную часть.
После постановки на вооружение данный тип боеприпасов получил обозначения MK 318 mod 0 (5,56 мм) и MK 319 mod 0 (7,62 мм). В процессе испытаний использовалось прозвище «слепая к препятствиям» (англ. barrier blind), закрепившееся ныне в линейных частях в качестве устойчивого сленга.

## Характеристики
По большинству характеристик, включая внешне-баллистические, MK318 совпадает с 62-грановой пулей типа FMJBT патрона M855/SS109 калибра 5,56 мм. Из-за этого, а также полностью совпадающего форм-фактора боеприпаса, SOST возможно использовать сразу без переучивания военнослужащих как на текущем, так и на перспективном стрелковом вооружении ВС США этого калибра (Colt M16, Colt M4, Heckler & Koch HK416, Fabrique Nationale M249, Fabrique Nationale SCAR-L). То же самое можно сказать и о MK319 (с поправкой на калибр), но SOST обладает тремя преимуществами перед M855/SS109:
- уменьшенным рикошетом,
- повышенным запреградным действием,
- увеличенным убойным действием.

Всё это достигается за счёт конструкции: SOST является пулей с полым наконечником, то есть по действию в теле человека совпадает по основным характеристикам с оболочечными экспансивными пулями, хотя, в отличие от них, не настолько сильно раскрывается в теле, и не теряет кинетическую энергию на больших участках траектории полёта. При попадании в тело выемка на носике пули создаёт расширенный раневой канал и первый гидравлический удар, после чего сердечник незначительно идёт вперед, создавая незначительные деформации пули, которых хватает, чтобы вместо классического узкого веретена обычной оболочечной пули создать широкое веретено, больше напоминающее конус раневого канала от действия оболочечных экспансивных пуль. Таким образом, в теле достигается и обширный гидродинамический удар, и разрывы внутренних органов. При столкновении с препятствием с большей плотностью, чем тело человека, сердечник SOST превращает её в бронебойную: мягкая внешняя оболочка относительно легко сминается, распускаясь в стороны, и сквозь плотное вещество проходит твёрдый сердечник.
Утверждение о большем убойном действии активно оспаривается различными исследователями, в основном из Пентагона, и производителями данного типа боеприпаса, так как ВС США приобрели боеприпасы SOST на сумму в шесть миллионов долларов, а общая стоимость договора на поставку может составить до 400 млн долларов. Следует заметить, что одновременно с процессом испытаний Defense Technical Information Center, принадлежащий МО США, открыто публиковал данные своих исследований, подтверждающих высокую убойную силу.

## Законность использования
Основой для принятия этого типа боеприпасов на вооружение США являются следующие утверждения:
- Пуля SOST не является нарушением Гаагских конвенций, так как не раскрывается и не разделяется в теле человека, а запрещены боеприпасы, изменяющие свою форму или разделяющиеся.
- Пуля SOST не является нарушением Гаагских конвенций, так как причиняет менее длительные страдания поражённому ей до смерти, а запрещено именно причинение излишних страданий.